# Serbatoio di carbonio
Per serbatoio di carbonio o pozzo di carbonio (carbon sink) si intende un deposito di carbonio, naturale o artificiale, che assorbe l'anidride carbonica contribuendo a diminuire la quantità di CO2 nell'atmosfera e di conseguenza diminuendo il riscaldamento del pianeta causato dal cosiddetto effetto serra.

## Descrizione
L'anidride carbonica viene così immagazzinata in compartimenti naturali o antropici: tale processo è definito sequestro di CO2.
Questo accumulo può avvenire in modo naturale o artificiale e può essere più o meno duraturo.
I principali sink biosferico di tipo naturale sono:
- l'assorbimento di anidride carbonica da parte degli oceani (carbonio blu) e del suolo[6][7]
- la fotosintesi compiuta da piante ed alghe

I principali sink biosferico di origine antropica sono:
- le discariche di rifiuti
- Cattura e sequestro del carbonio con metodi industriali proposti

Il sink biosferico ha notevoli implicazioni sia economiche che politiche.

### Protocollo di Kyoto
Dato che la vegetazione in crescita assorbe l'anidride carbonica, il protocollo di Kyoto prevedeva che i paesi con ampie zone di foresta (o di altra vegetazione) avessero un bonus, una quota a disposizione come "sconto" sulle loro emissioni future, per render loro più facile raggiungere gli obiettivi stabiliti.
In realtà, questo provvedimento è stato usato in modo imprevisto: alcuni paesi hanno cercato di vendere diritti all'emissione sui mercati dell'emissione di carbonio, comprando i permessi inutilizzati dell'emissione di carbonio di altri paesi ricchi di vegetazione.